# 玻璃庭院
《玻璃庭院》，是2017年上映的一部韓國懸疑劇情片，由電影《冥王星保衛戰》《患者代號：瑪丹娜》的導演申秀媛執導，文瑾瑩、金太勳、徐泰華主演。影片講述一位無名的作家，偶見奇遇後寫下一本暢銷小說，但同時也讓故事中主人公的秘密公諸於世的故事。
该片被选为第22届釜山国际电影节开幕影片。

## 演員陣容
- 文瑾瑩 飾演 李在妍，在職研究生，左腳在12歲時停止生長，因而造成長短腳。有著能與大自然溝通的特殊能力。
- 金太勳 飾演 金智勳，小說作家，罹患漸凍症，與在妍有數面之緣，並將在妍的秘密寫成玻璃庭院一書。
- 徐泰華 飾演 鄭教授，在妍與秀熙的指導教授，也是在妍的愛戀對象，後於沼澤裡溺斃。
- 林正允 飾演 金賢
- 朴芝秀 飾演 崔秀熙，在妍的同學，剽竊在妍的研究計畫，並使之成為自己的計劃。
- 李基赫 飾演 成淶
- 李勝燦（이승찬）飾演 明昊
- 高殷忠（고은총）飾演 賢宇
- 金世東（김세동）飾演 李昌大
- 朴真秀 飾演 刑警
- 尹泰雄 飾演 在妍的父親
- 宋在生（송재생）飾演 研究生
- 鄭愛華 飾演 磨坊老闆
- 申東烈 飾演 神經外科醫生
- 韓勝賢 飾演 買家
- 金丹雅（김단아）飾演 圖書館職員
- 權吾秀（권오수）飾演 記者
- 金賢雅（김현아）飾演 李昌大的學生
- 金重基 飾演 Biotech集團會長（友情出演）
- 朴賢英 飾演 嘉賓（友情出演）

## 獎項榮譽
| 年份   | 頒獎禮                 | 獎項     | 入圍者 | 結果 | 參考  |
| ------ | ---------------------- | -------- | ------ | ---- | ----- |
| 2018年 | 第38屆波爾圖國際電影節 | 最佳劇本 | 申秀媛 | 獲獎 | [ 7 ] |

## 外部連結
- NAVER上《玻璃庭院》的資料
- Daum上《玻璃庭院》的資料

- 韩国电影数据库（KMDb）上《玻璃庭院》的資料
- 互联网电影数据库（IMDb）上《玻璃庭院》的资料（英文）
- 豆瓣电影上《玻璃庭院》的資料 （简体中文）
- Yahoo奇摩電影上《玻璃庭院》的資料（繁體中文）
- 開眼電影網上《玻璃庭院》的資料（繁體中文）
- Box Office Mojo上《玻璃庭院》的资料（英文）
- 《玻璃庭院》在HanCinema的页面（英文）